# Ero felix
Ero felix là một loài nhện trong họ Mimetidae.
Loài này thuộc chi Ero. Ero felix được miêu tả năm 2004 bởi Thaler & van Harten.